# Jean-Claude Brdenk
Jean-Claude Brdenk, né en 1968, est un dirigeant et entrepreneur français du secteur médico-social. Il est principalement connu pour avoir vu son comportement managérial dénoncé par le livre Les Fossoyeurs lorsqu'il fut l’un des piliers du développement du groupe Orpea, devenu Emeis.

## Biographie

### Formation et entrée à Orpea
Jean-Claude Brdenk est diplômé de l'Institut supérieur de gestion au milieu des années 1990. Il commence sa carrière dans le conseil en organisation et se rapproche du groupe Orpea, spécialisé dans les maisons de retraite médicalisées, à l'occasion d'un audit, puis l'intègre à l'âge de 29 ans en juillet 1997. Il y est directeur d'exploitation jusqu'en 2010. Il y occupe ensuite le poste de responsable de l'exploitation et du développement pendant onze ans, contribuant de façon importante au développement international d'Orpea. Il intervient pour présenter l'activité d'Orpea en 2019 sur BFM TV.
Jean-Claude Brdenk accompagne la croissance du groupe Orpea pendant plus de deux décennies. Sous sa direction, Orpea passe de 30 établissements à plus de 1 000 dans plusieurs pays d’Europe, d’Amérique du Sud et d’Asie, notamment en Belgique, Espagne, Allemagne, Autriche, Pologne, Italie, Chine, Brésil, Chili et Uruguay. Il forme, avec Jean-Claude Marian et Yves Le Masne, un trio stratégique à la tête de l’entreprise,[source insuffisante].
Révoqué par le conseil d'administration d'Orpea le 2 novembre 2020 suite aux pratiques de gestion contestées, il quitte alors son poste, recevant pour l'occasion des indemnités de départ d'un montant de 2,5 millions d'euros brut.

### L'après-Orpea
Il occupe la fonction de vice-président du Syndicat national des établissements et résidences privés et services d'aide à domicile pour personnes âgées (Synerpa) jusqu'à la fin de l'année 2021.
Le 4 janvier 2022, il intègre le groupe Bastide au poste de directeur général adjoint chargé des opérations et du développement international. Interrogé sur ce recrutement, Vincent Bastide déclare l'avoir recruté avant d'avoir été informé de la parution de l'ouvrage qui met Brdenk en cause.
Le 30 juin 2023, il démissionne du groupe Bastide pour « raisons personnelles ». Il est placé sous contrôle judiciaire à partir du mois de juillet 2023.

## Controverse
Jean-Claude Brdenk est mis en cause dans l'ouvrage Les Fossoyeurs, dont l'auteur dépeint un rôle de cost-killer et un management par la terreur, ainsi que « des stratégies mises en œuvre pour maximiser les rendements, au détriment des résidents ». Les activités de Brdenk avec la holding luxembourgeoise Lipany sont également mises en cause.
Accusé d'avoir permis la falsification de contrats et la maltraitance de personnes âgées dépendantes hébergées par le groupe Orpea, il est convoqué pour trois heures d'audition le 16 février 2022 par la commission des affaires sociales de l'Assemblée nationale pour s'expliquer. Il déclare à cette occasion qu'il s'agit de « contre-vérités » et réfute les accusations portées,. Il justifie également ses indemnités de départ du groupe Orpea au motif qu'elles sont « conformes aux pratiques en vigueur dans des entreprises cotées en Bourse »,. Il est de nouveau interrogé à l'Assemblée nationale en mai 2022, cette fois par le sénateur Bernard Bonne, mais « esquive » les questions posées, en reconnaissant des « erreurs » dans la gestion du groupe,.
D'après La Lettre A, le groupe Orpea « intensifie » ses poursuites en 2023, face à l'imminence de la publication d'un second tome des Fossoyeurs.